# Guerra di San Saba
La guerra di San Saba fu combattuta tra il 1255 e il 1270, all'interno del più ampio conflitto veneziano-genovese tra la Repubblica di Venezia e la Repubblica di Genova per il controllo del commercio orientale. Il casus belli fu il possesso del monastero di San Saba nella città di San Giovanni d'Acri. Tra il 1260 e il 1265 il conflitto si estese all'Impero di Nicea e quindi al ricostituito Impero bizantino, e terminò con la vittoria veneziana.

## Preludio

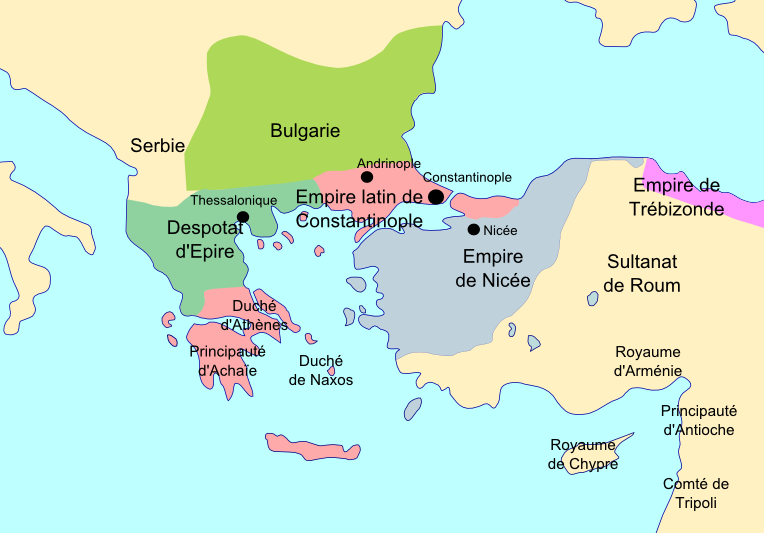
L'Impero latino nel 1230

Dopo che con la Quarta crociata e la conquista di Costantinopoli del 1204 Venezia si era resa padrona del Mediterraneo orientale, creando quella vasta e capillare rete di possedimenti coloniali che andavano sotto il nome di Stato da Mar, il controllo della Serenissima sulle rotte commerciali levantine si era reso pressante, soffocando il commercio delle altre Repubbliche Marinare. Questo aveva favorito il crescere dei contrasti con Genova, rimasta esclusa dalle spartizioni territoriali in seno al nuovo Impero latino.
La Repubblica di Venezia aveva assunto una posizione egemonica del Mar Egeo, escludendo i mercanti genovesi dal passaggio nello Stretto dei Dardanelli, che vedevano persi una serie di privilegi commerciali ottenuti in un cinquantennio di faticose conquiste diplomatiche.
Inizialmente, la Repubblica di Genova rispose a ciò in modo passivo, finanziando la Guerra di corsa contro il naviglio latino/veneziano. Il pirata genovese Dondedeo Bos attaccò una nave veneziana, portando in patria nientemeno che un pezzo della Vera Croce. Sempre nel 1204, una squadra genovese di 6 o 7 galee sorprese una nave veneziana presso Modone, carica di doni dell'Imperatore latino al Papa Innocenzo III.
Genova possedeva tuttavia alcune colonie commerciali, in particolare nelle città della costa siriana e della Palestina, dove, a seguito del sostegno fornito nel corso delle Crociate agli Stati d'Outremer aveva ricevuto numerosi quartieri nelle città costiere.
Le due repubbliche possedevano entrambe due ampi quartieri a San Giovanni d'Acri, capitale del Regno di Gerusalemme. Qui nel 1255 erano sorti dei contrasti tra Veneziani e Genovesi per il possesso del Monastero di San Saba, conteso da entrambe le parti.
Il console genovese Simone Vento esibiva al Patriarca una lettera del Priore degli Ospitalieri che riconosceva alla Superba il possesso della chiesa e del monastero, ma il bailo veneziano Marco Giustinian era rientrato ad Acri recando una missiva di papa Alessandro IV, nella quale si riconoscevano i diritti veneziani. Lo scoppio di risse in città tra le due fazioni e l'arrivo di una nave genovese che i Veneziani sostennero essere frutto di un atto di pirateria fecero infine infiammare la situazione già di per sé esplosiva.

## Conflitto

### Guerra nel Levante

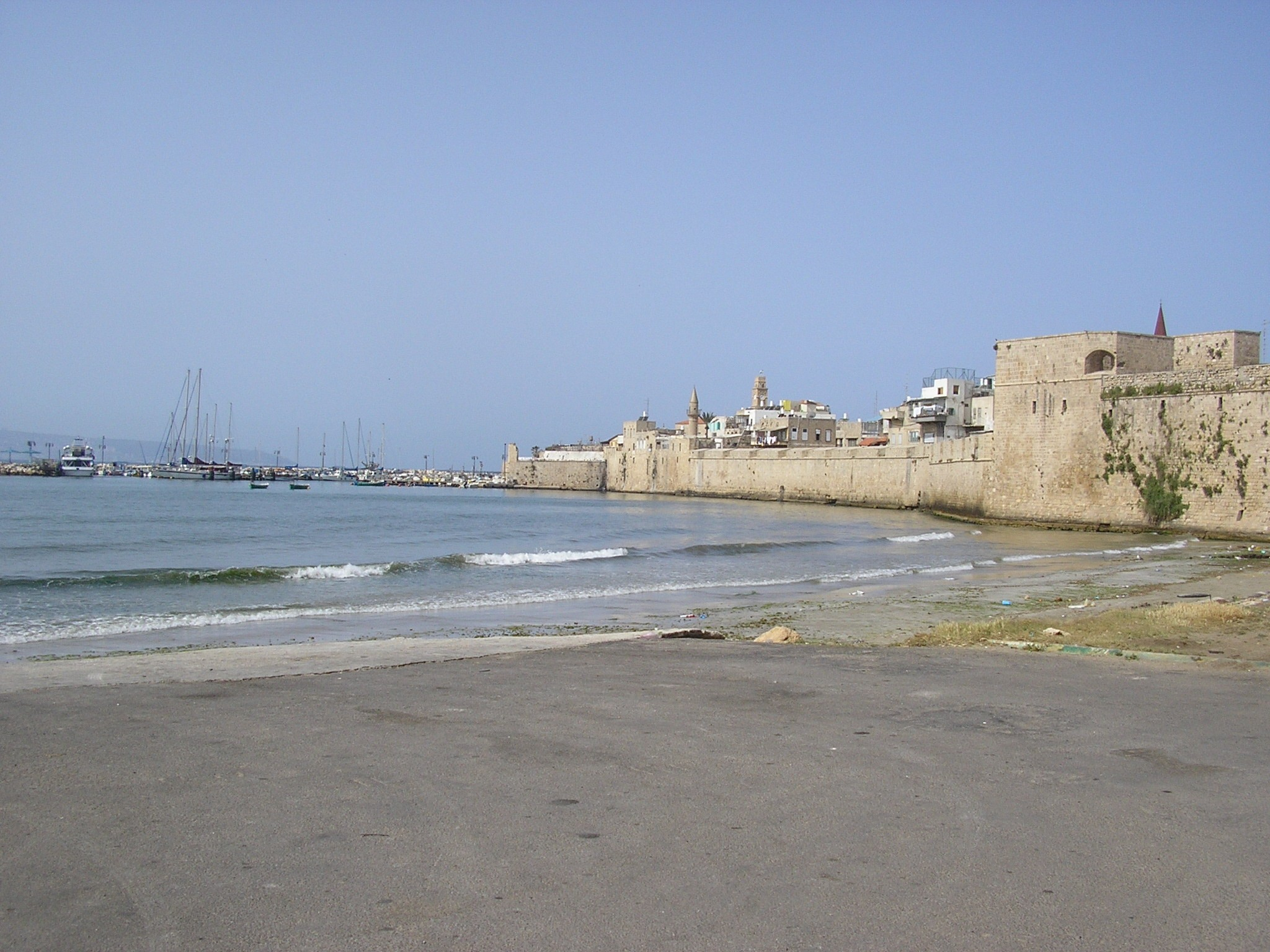
Veduta odierna del porto di Acri

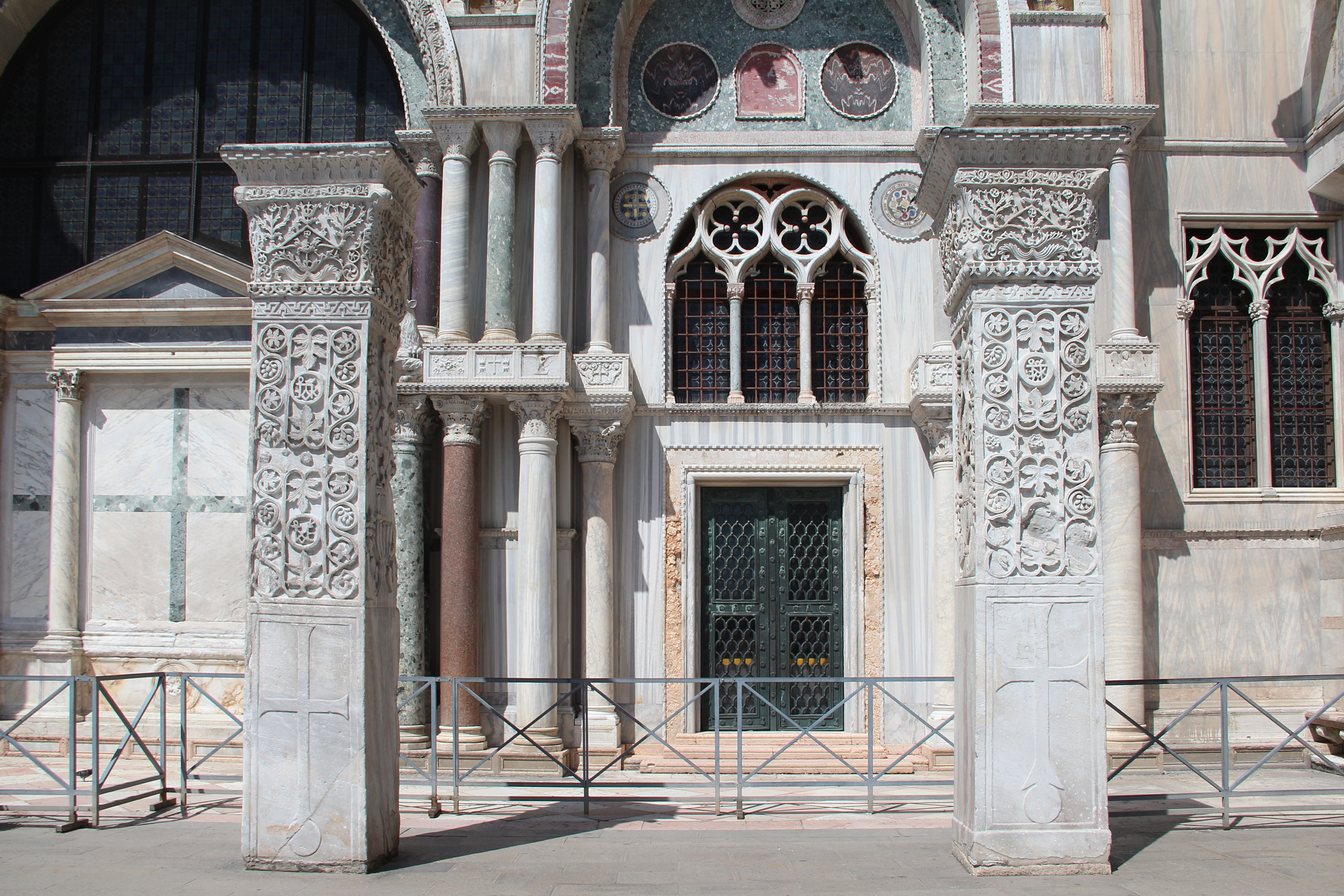
Pilastri portati a Venezia nella basilica di San Marco dalla chiesa di San Saba in seguito alla battaglia di Acri

I Genovesi attaccarono le navi veneziane presenti in porto, rivolgendosi poi contro lo stesso quartiere veneto, dove compirono stragi e infine appiccarono le fiamme.
Venezia, informata dell'accaduto, pretese riparazione da Genova, ma, non ricevendo soddisfazione, strinse alleanza con Pisa e Marsiglia e le città della Provenza, affidando a Lorenzo Tiepolo il comando di una flotta per portare la guerra nei mari del Levante. I Genovesi dal canto loro ottennero il sostegno del Re di Gerusalemme, dal Re d'Armenia Aitone e del Signore di Tiro Filippo di Montfort.
Nel 1256, dunque, le navi veneziane piombarono su Acri, forzarono il porto, spezzandone la catena che ne proteggeva l'accesso, e distruggendo tutte le navi genovesi presenti, in breve seguite dal quartiere genovese, che fu preda del fuoco. Cadde infine anche il castello, detto del Mongioia. I Genovesi chiesero ed ottennero una tregua di due mesi.
Ne approfittarono i Genovesi per far giungere dieci galee da Cipro, al comando di Pasquale Malono e altre dalle altre colonie, mentre allo stesso modo i Veneziani facevano arrivare nuove forze da Candia. Nello scontro che ne seguì i Genovesi persero quattro navi, tra cui la stessa ammiraglia, mentre un'altra flotta veneta prendeva Mesembria e attaccava tutte le navi genovesi lungo la rotta per Costantinopoli.
Nel 1257 Genova fu scossa dalle lotte interne che portarono al potere Guglielmo Boccanegra, il quale, nuovo Capitano del Popolo, provvide ad inviare immediatamente una nuova flotta in Oriente, nominando ammiraglio Rosso dalla Turca. Venezia rispose inviando ad Acri venti galee al comando di Paolo Falier e dieci con Andrea Zeno, per unirsi alla flotta del Tiepolo.
La nuova battaglia si ebbe il 24 giugno 1258, nelle acque di Acri: venticinque galee genovesi vennero catturate, i magazzini e il quartiere genovese nuovamente saccheggiati e distrutti.
Sotto gli auspici di Alessandro IV si giunse infine alla tregua: i Genovesi accettarono di abbattere le fortificazioni del proprio quartiere in Acri e di rinunciare ai privilegi che avevano in quella città, ma quando il Patriarca di Gerusalemme pretese da Veneziani e Pisani la restituzione delle fortezze che essi possedevano in Acri, la guerra si riaccese.

### La caduta dell'Impero latino e la rinascita dell'Impero bizantino
Nel 1259, poi, Venezia e Genova videro la loro attenzione attirata dal nuovo reggente dell'Impero di Nicea Michele Paleologo, intenzionato a riconquistare Costantinopoli e a porre fine all'Impero latino, retto dal debole Baldovino II.
Venezia si sobbarcò quasi da sola la difesa del traballante impero, ma il 13 marzo 1261 Genova stipulò con Nicea il fruttuoso trattato di Ninfeo, che consentì da una parte ai Bizantini di riconquistare con un colpo di mano il 25 luglio Costantinopoli, ponendo fine all'Impero Latino, con la protezione della flotta genovese, e dall'altra permise a Genova di trovarsi in una posizione di forza nei territori del Paleologo, acclamato nuovo basileus al suo ingresso nella capitale il 26 luglio. I Genovesi ottennero nella città un intero quartiere, al di là del Corno d'Oro, detto Galata.

### La guerra tra Veneziani, Genovesi e Bizantini
Venezia inviò una potente flotta a difendere i propri possedimenti nell'Egeo e trenta galee nel Mar Nero, al comando di Giacomo Dolfin. Una volta riunitesi le due flotte, l'armata veneziana si presentò a Salonicco, dove si trovava la flotta congiunta liguro-bizantina, ma questa non rispose alla provocazione. I liguri si ritirarono poi a svernare a Genova.
Venezia ne approfittò per istigare i Duchi dell'Arcipelago ad inviare navi per razziare la costa fino a Costantinopoli, ma la squadra navale venne intercettata sulla via del ritorno dalla flotta greca: fu una strage.
L'anno successivo, 1262, la flotta veneziana, al comando di Giacomo Dondulo, si scontrò coi Genovesi al largo della Morea ottenendone una vittoria in cui perse la vita l'ammiraglio Pietro Grimaldi.
Nel 1263 Venezia schierò cinquantaquattro galee agli ordini di Andrea Barozzi, il quale, dopo aver dato inutilmente la caccia alle forze genovesi, attaccò Tiro. La flotta genovese di Simone Grillo, invece, assalì una muda veneziana di undici navi, ma le merci più preziose furono portate al sicuro a Ragusa, impedendo il saccheggio ai Genovesi.
Successivamente la flotta Veneziana in inferiorità numerica sconfisse la flotta genovese-bizantina nella battaglia di Settepozzi nelle acque del Peloponneso (Morea). L'ammiraglio genovese Pietro Avvocato perse la vita.
La sconfitta genovese mise l'Imperatore Bizantino nella difficile condizione di dover affrontare da solo la flotta veneziana, così il basileus si risolse alla pace. Il 18 giugno 1265 gli ambasciatori di Venezia siglarono un trattato di pace perpetua, ma l'accordo non trovò l'approvazione ducale, venendo dunque ridotto ad una semplice tregua quinquennale.
La guerra con Genova continuò a trascinarsi fino a sfociare nella vittoria veneziana della battaglia di Trapani nel 1266. Venezia, nel frattempo provvide a stabilizzare il proprio controllo del mare Adriatico creando una squadra navale permanente con il preciso compito di vigilare su tutte le navi in transito, riscuotere i dazi, impedire l'ingresso non autorizzato a navi armate e contrastare il contrabbando, sotto il comando del cosiddetto "Capitano del Golfo".
Infine, nel 1270, allo scadere del quinquennio di tregua con Bisanzio, venne firmato il trattato di Cremona per siglare la pace tra Venezia, Genova e Costantinopoli.

## Epilogo
Nonostante le vittorie sul mare, e la possibilità di ricostruire le proprie colonie a Tessalonica e Costantinopoli (1277) Venezia non riuscì a scardinare il potere genovese in Oriente, che presto sarebbe stato ancor più rinforzato dal sempre più saldo legame tra Genova e Bisanzio, lasciando in sostanza inalterate le cause di fondo dello scontro, fino al riesplodere del conflitto nella guerra del 1293-1299.

### Conseguenze della guerra di San Saba
La sconfitta dei Genovesi durante la guerra di San Saba ebbe ripercussioni negative sull'economia della città. Il commercio di Genova in Medio Oriente fu drasticamente ridimensionato ma aumentò i suoi scambi commerciali nei territori bizantini. I rapporti tra Genova e Grecia ebbero alcune temporanee problematicità perché l'imperatore greco Michele Paleologo aveva perso la fiducia nei suoi alleati, anche a causa dei loro insuccessi militari. La validità di questa alleanza si riconsolidò quando a Genova furono eletti due Capitani del Popolo ghibellini: Oberto D'Oria e Oberto Spinola.